# Francesco Mosca (Il Moschino)
Francesco Mosca (Firenze, 1531 circa – Pisa, 28 settembre 1578) è stato uno scultore italiano del Rinascimento, conosciuto anche come "Il Moschino" per distinguerlo dal padre Simone Mosca di cui fu allievo e collaboratore e a cui succedette nell'opera del Duomo di Orvieto. Fu poi attivo nel Duomo di Pisa.

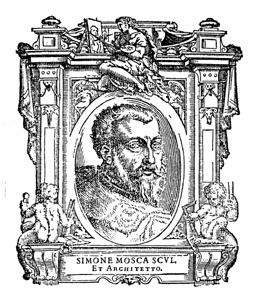
Ritratto di Simone Mosca nell'edizione del 1568 delle Vite di Vasari

Il suo stile si caratterizzò per un anti-classicismo, nel solco di Baccio Bandinelli e Bartolomeo Ammannati.

## Biografia

### Origini
Francesco Mosca, detto anche "il Moschino", per distinguerlo dal padre Simone Mosca, anch'egli apprezzato scultore, nacque a Firenze (o ad Arezzo) all'incirca nel 1531. Era quindi figlio d'arte e rappresentava la terza generazione di una famiglia dedita alla lavorazione della pietra, infatti anche il nonno paterno era tale Francesco di Simone delle Pecore, scalpellino di professione.

### Formazione
Cresciuto praticamente con lo scalpello in mano ed essendo particolarmente dotato nel lavorare la pietra, collaborò sin da adolescente con il padre Simone Mosca nella realizzazione delle opere del Duomo di Orvieto nel 1546. Il Vasari lo dice quindicenne quando sotto la direzione del padre realizzò gli "angeli che fra i pilastri tengono l'iscrizione ecc..

### A Orvieto
Alla morte del padre Simone avvenuta nell'aprile del 1554 a Orvieto mentre stava conducendo le opere di quel Duomo, Francesco Mosca fu nominato suo successore ma preferì lasciare questo incarico a Raffaello di Monte Lupo e andarsene a Roma.

### A Roma
A Roma scolpì per "messer Ruberto Strozzi" il gruppo marmoreo di Marte e Venere, oggi meglio conosciuto come Atalanta e Meleagro e conservato presso l'Atkins Museum of Fine Art di Kansas City (Missouri). Dopo aver realizzato il gruppo di "Diana al bagno con le ninfe che converte Atteone in cervo", opera firmata: "Opus Francisci Moschini Florentini", oggi conservato al Museo del Bargello a Firenze, tornò a Firenze e donò quest'opera al duca Cosimo I de' Medici che l'apprezzò moltissimo e da cui ottenne l'incarico per le opere del Duomo di Pisa.

### A Firenze
Nel 1565, in occasione delle nozze di Francesco I de' Medici con Giovanna d'Austria, prese parte all'allestimento degli apparati in onore degli augusti sposi lasciando molto soddisfatto il granduca.

### A Pisa
Nel Duomo di Pisa Francesco Mosca realizzò gli intagli e le statue della cappella del Sacramento, allora detta della "Nunziata" costruita da Stagio da Pietrasanta e nel 1563 gli fu dato l'incarico anche per la cappella dirimpetto detta dell'Incoronata, dedicata a San Ranieri, che però non riuscì a portare a termine morendo il 28 settembre 1578 all'età di circa 47 anni. Queste sue opere furono finite da Stoldo Lorenzi nel 1583.

## Opere

### Profane
- Atalanta e Meleagro - Atkins Museum Fines Art of Kansas City (Missouri)
- Diana converte Atteone in cervo - Museo del Bargello, Firenze

### Sacre

#### Duomo di Orvieto in collaborazione col padre Simone Mosca
- Angeli che sorreggono l'iscrizione tra i pilastri
- Dio Padre nel frontespizio
- Angeli nel mezzo tondo sopra l'Adorazione dei Magi
- Vittorie nel mezzo tondo

#### Duomo di Pisa
- cappella del Sacramento dal 1558 al 1563
  - Altare con Adamo e Eva
  - Annunciazione
  - Dio Padre
- cappella di San Ranieri dal 1563 al 1578
  - Altare con l'Incoronazione
  - Dio Padre
  - Cristo
  - due angeli
  - due profeti